# Milowice
Milowice – średniowieczna wieś i osada, wzmiankowana po raz pierwszy w 1105 r.. Własność od 1838 roku Jana Kubiczka de Waldorff. Od 1915 r. zachodnia dzielnica Sosnowca. 
Graniczy od północy z Czeladzią, od wschodu z Rudną i Starym Sosnowcem, a od południa i zachodu z Katowicami, od których dzieli je rzeka Brynica.
Wschodnim obrzeżem dzielnicy przebiega droga ekspresowa S86 (Katowice - Sosnowiec), posiadająca tutaj węzeł o charakterze miejskim.
W Milowicach znajdują się tereny, objęte preferencyjnymi zasadami prowadzenia działalności gospodarczej, Podstrefy Sosnowiecko-Dąbrowskiej, Katowickiej Specjalnej Strefy Ekonomicznej.

## Historia

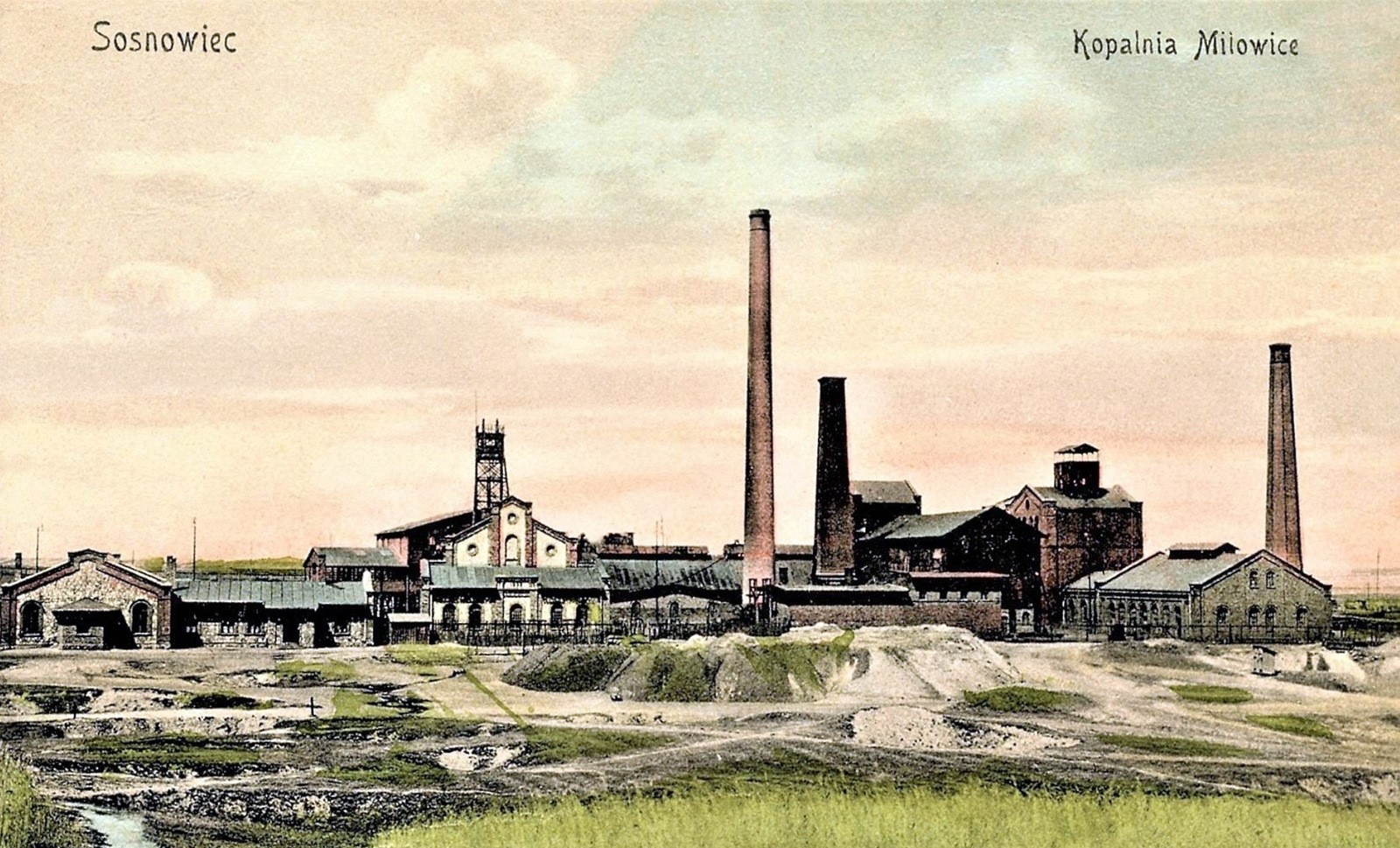
Kopalnia Wiktor, potem Milowice, następnie włączona do czeladzkiej Kopalni Saturn

- 1105 r. – zapiski krakowskich zakonników z Tyńca na temat ich posiadłości o nazwie Milej[4],
- 1272 r. – wieś otrzymuje prawa lokacyjne
- 1280 r. – klasztor norbertanów z Wrocławia staje się właścicielem Milowic[4]
- 1561 r. – miejscowość została zaznaczona na mapie Helwiga
- koniec XVI w. – miejscowość stanowiła część tzw. księstwa siewierskiego pod rządami biskupów krakowskich[5]
- 1790 r. – wieś częścią województwa krakowskiego stanowiącego część Małopolski
- 1815 r. – Milejowice, jak i całe Zagłębie Dąbrowskie, stały częścią Królestwa Polskiego będącego w składzie Imperium Rosyjskiego (zabór rosyjski), znajdowały się tuż przy granicy z Królestwem Prus (i ówczesnym pruskim Śląskiem)
- 1822 i 1823 r. – powstają kolejno dwie kopalnie, „Wiktor” i „Feliks”[4]
- 1831 r. – po powstaniu listopadowym usypano w Milowicach (u zbiegu Brynicznej i Słonecznej) kurhan na mogiłach 6 powstańców poległych w potyczce z Kozakami (wojskami zaborcy rosyjskiego) w 1831 r. i postawiono na nim kapliczkę; w 1920 r. kurhan obmurowano[6]
- 1882 r. – powstanie huty „Aleksander”
- 1914 r. – w szkole przy walcowni utworzono koszary dla ochotników wstępujących do Legionów Polskich
- 1915 r. – 2 sierpnia Milowice wyłączone z gminy Gzichów, stając się siedzibą gminy Milowice[7].
- 1915 r. – 1 listopada zniesiono gminę Milowice, włączając ją do Sosnowca[1]
- 1918 r. – odzyskanie przez Polskę niepodległości, Milowice wraz z resztą Sosnowca i całego Zagłębia Dąbrowskiego częścią województwa kieleckiego
- 1930 r. – powstanie klubu sportowego Płomień Milowice
- 7 grudnia 1935 r. – uruchomienie połączenia tramwajowego na trasie do Śródmieścia
- 1978 r. – siatkarze Płomienia Milowice wygrywają w Bazylei Puchar Europejskich Mistrzów Krajowych
- 1996 r. – likwidacja należącego do Kopalni Węgla Kamiennego „Saturn” zakładu górniczego[8]

## Podział dzielnicy / osiedla
- Betony (osiedle robotnicze wzniesionie na początku XX w.[9])
- Pekin Milowice
- Osiedle im. Jana Kalety (o nieustalonej nazwie współczesnej), funkcjonalnie związane z Rudną
- Osiedle tzw. Górka (poprawna nazwa to „Dwór II”)

## Edukacja
- Szkoła Podstawowa nr 12 im. Jana III Sobieskiego w Sosnowcu
- Przedszkole miejskie nr 11
- Regionalne Centrum Kształcenia Ustawicznego w Sosnowcu
- Medyczna Szkoła Policealna Województwa Śląskiego w Sosnowcu
- Niepubliczne Przedszkole „Zagłębiaczek”[10]

## Sport i rekreacja
- Młodzieżowe Towarzystwo Sportowe "Płomień Milowice" - klub sportów walki[11]
- Płomień Milowice
- KS Milowice – nieistniejący już klub piłkarski, założony w 1906 r., protoplasta klubu Zagłębie Sosnowiec

### Parki
- Park Tysiąclecia
- Park Milowice – park miejski założony w 1922 r.
- Park Poniatowskiego – historyczny park z 1912 r.
- Ogród zabaw dziecięcych im K. K. Baczyńskiego

## Zabytki i pomniki
- Cmentarz Żydowski[12]
- Kapliczka św. Jana – z XIX w., 3 metry wysokości, powstała na kurhanie ze szczątkami powstańców listopadowych oraz styczniowych.
- Osiedle Pekin – zabudowa z początków XX w.
- Pomnik upamiętniający 900 lat Milowic – postawiony w 2005 r.

## Kościoły i związki wyznaniowe

### Kościół rzymskokatolicki
- Parafia św. Brata Alberta w Sosnowcu
- Parafia Matki Boskiej Szkaplerznej w Sosnowcu

### Świadkowie Jehowy
- Sala królestwa[13]

## Pozostałe miejsca
- Hala sportowa MOSiR
- Miejska Biblioteka Publiczna, filia 19
- Schronisko dla Bezdomnych Zwierząt Miejskiego Zakładu Usług Komunalnych
- Samodzielny Publiczny Zakład Opieki Zdrowotnej
- Urząd Pocztowy Sosnowiec 3